# August Ahlqvist

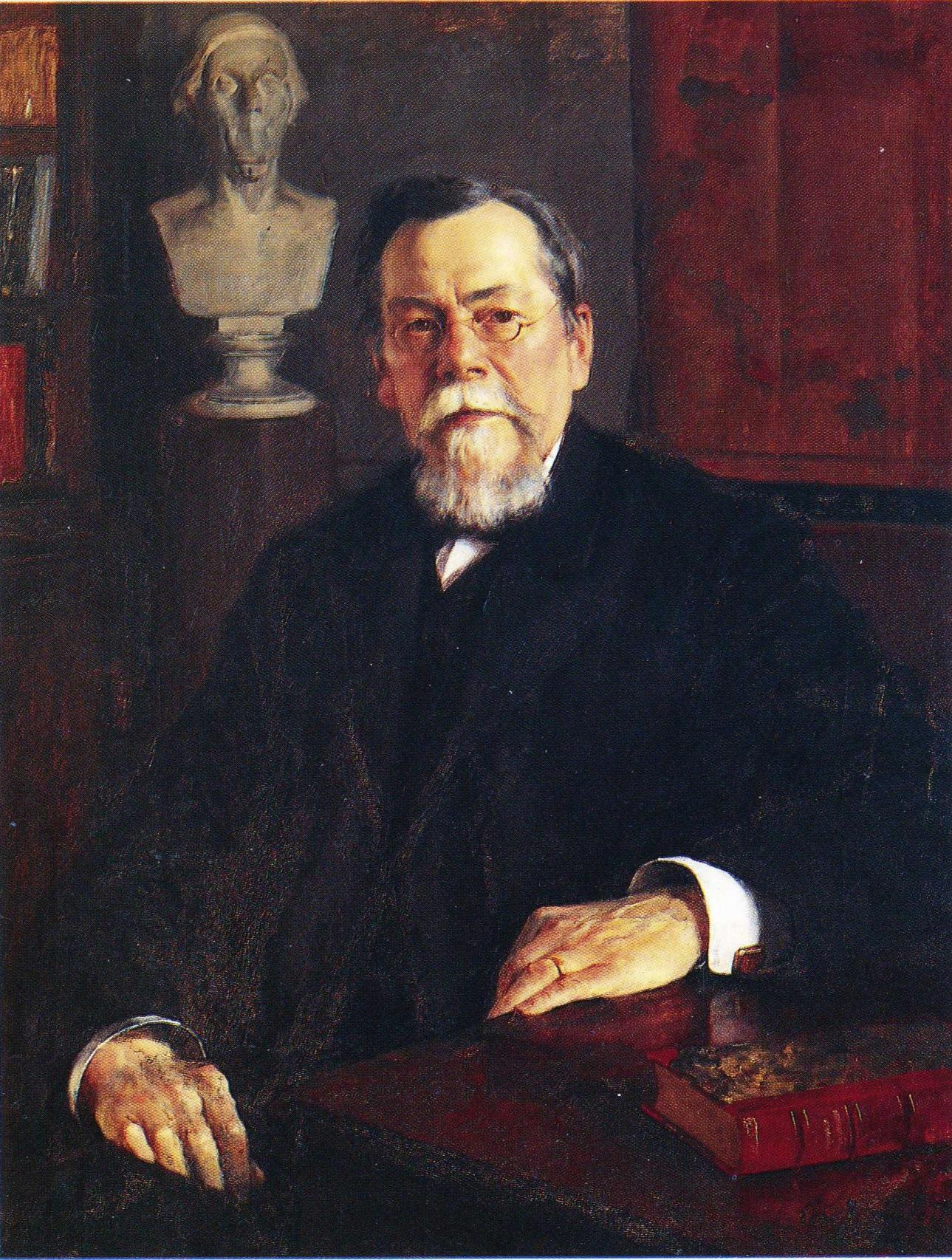
August Ahlqvist (1889)

August Engelbrekt Ahlqvist (* 7. August 1826 in Kuopio; † 20. November 1889 in Helsinki) war ein finnischer Sprachforscher und Dichter.

## Leben
Ahlqvist war der uneheliche Sohn des späteren Senators Johan Mauritz Nordenstam (1802–1882) mit der Bediensteten Maria Augusta Ahlqvist (1806–1886). Er besuchte die Grundschule und das Gymnasium in Kuopio. Anschließend ging er 1844 nach Helsinki, um dort an der Universität Helsinki Philosophie und Philologie zu studieren. Bereits während seines Studiums begann er sich auf die wissenschaftliche Erforschung und die praktische Vermittlung der finnischen Sprachfamilie zu spezialisieren. Er gründete gemeinsam mit Gleichgesinnten Studenten 1847 die Zeitschrift Suometar, um dieser Sprache den Weg zu einer allgemein gültigen und anerkannten Schriftsprache zu ebnen, und somit auch eine „finnische Nationalliteratur“ zu ermöglichen. Diese Zeitschrift befasste sich unter anderem mit höheren kulturellen Fragen. Unter dem Pseudonym A. Oksanen verfasste Ahlqvist dafür viele fachliche und auch einige belletristische Beiträge.
In den Jahren 1846 und 1847 bereiste er den östlichen Teil von Österbotten sowie das finnische und russische Karelien, um dort Sagen und Märchen zu sammeln und die unterschiedlichen Mundarten zu untersuchen. 1854 bis 1858 unternahm er Forschungsreisen zu den finnischen Stämmen in den baltischen Provinzen und in Olonets sowie Nord- und Ostrussland und Sibirien.
1859 machte er sein Lizentiat, wurde zunächst außerordentlicher Professor und, nach der Pensionierung von Elias Lönnrot, 1863 ordentlicher Professor der finnischen Sprache und Literatur an der Universität Helsinki. Zu seinen ersten schriftstellerischen Arbeiten zählten einige Übersetzungen ins Finnische, darunter die Werke Idyll och epigram und Molnets broder von Johan Ludvig Runeberg und Kapellet und Grimstahamns nybygge von Carl Jonas Love Almqvist. Er übersetzte auch aus dem Deutschen und Französischen, beispielsweise mehrere Werke von Friedrich Schiller (Das Lied von der Glocke, Kabale und Liebe u. v. m.).
Ahlqvist beschäftigte sich später vorzugsweise mit der Sprache der Wotjaken, deren Grammatik er als erster schriftlich fixierte. Die Ergebnisse seiner Forschungsreisen veröffentlichte er in seinem mehrbändigen Werk Forschungen auf dem Gebiet der ural-altaischen Sprachen, das in deutscher Sprache erschien. Eine Beschreibung seiner Reise selbst erschien 1860 unter dem Titel Muistelmia matkoilta Wenäjällä vuosina 1845–1858.
In seiner Arbeit Kalevalan karjalaisuus (Der karelische Ursprung der Kalevala. 1887) nahm er Bezug auf die Untersuchungen Julius Krohns über die Herkunft der Kalevala und verteidigte seine Ansicht über deren Ursprung in Karelien. Ahlqvist war zudem als Dichter aktiv, wenngleich seine Produktivität nicht groß war. Seine Texte sind lyrisch und von ernstem Ton, jedoch nicht sentimental. Er veröffentlichte eine Gedichtsammlung Säkeniä (‚Funken‘, in zwei Heften 1860 und 1868). Auch als Dichter verwendete er das Pseudonym „Oksanen“, was sich von finnisch oksa ‚Zweig‘ ableitet.
1875 wurde er zum korrespondierenden Mitglied der Russischen Akademie der Wissenschaften gewählt. Von 1884 bis 1887 war Ahlqvist Rektor der Universität, erhielt 1887 den Titel eines Staatsministers und wurde 1888 emeritiert.

## Werke (Auswahl)
- Wotisk grammatik. Friis, Helsinki 1855.
- Muistelmia matkoilta Wenäjällä vuosina 1845–1858 Petersburg 1860 (archive.org).
- Forschungen auf dem Gebiet der ural-altaischen Sprachen. Verlag Eggers, St. Petersburg
  - Band 1: Versuch einer Mokscha-Mordwinischen Grammatik nebst Texten und Wörterverzeichnis. 1861 (archive.org).
  - Band 2: Die Kulturwörter der westfinnischen Sprachen. 1875 (archive.org).
  - Band 3: Ueber die sprache der Nord-Ostjaken. Sprachtexte und Wörtersammlung. 1880 (archive.org).
  - Band 4, 1. Abteilung: Wogulisches Wörterverzeichnis. 1891 (archive.org).
  - Band 4, 2. Abteilung: Wogulische Sprachtexte. 1894 (archive.org).
- Säkeniä. (Gedichte, Heft 1, Ausgabe Kuopio 1907 archive.org)